# 茨木市立三島中学校
茨木市立三島中学校（いばらきしりつみしまちゅうがっこう）は、大阪府茨木市西河原一丁目にある公立中学校。

## 沿革
- 1971年4月 - 開校
- 1972年1月 - PTA規約制定
- 1973年2月 - 校歌発表
- 1985年4月 - 茨木市立太田中学校が分離
- 2003年 - エレベーター完成

## 通学区域
- 茨木市立三島小学校、茨木市立庄栄小学校の校区全域。
- 茨木市立西河原小学校の校区の一部。

## 著名な出身者
- 黒木華（女優）
- 東ブクロ（お笑い芸人、さらば青春の光メンバー）